# Spruzzetta
La spruzzetta è un dispositivo utilizzato nei laboratori chimici per spruzzare un getto liquido, ad esempio per la pulizia della vetreria.

## Tipologie
La spruzzetta può essere in vetro o in plastica.

### Spruzzetta di plastica

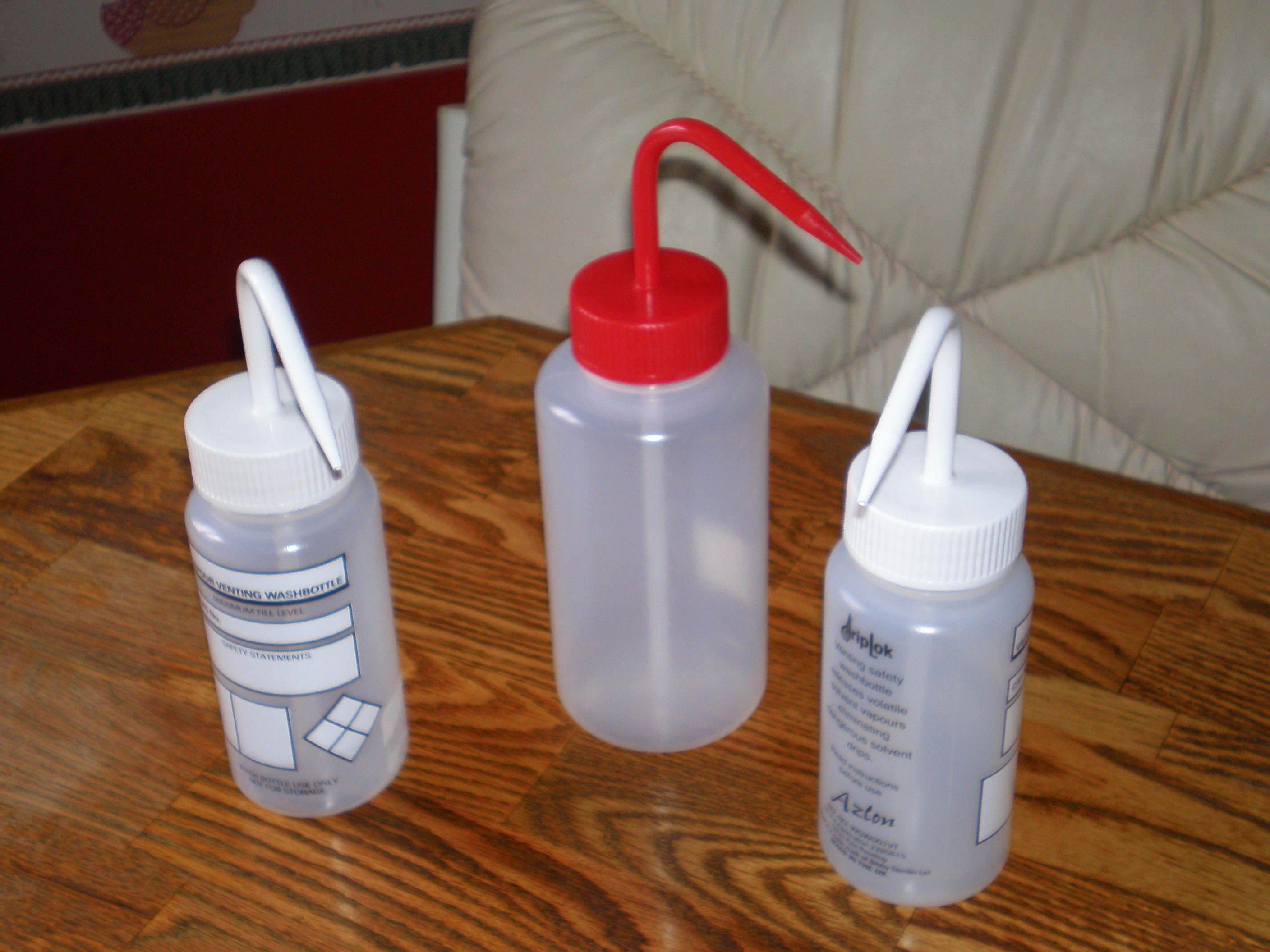
Spruzzette in polietilene

La versione in materiale plastico è costituita da un flacone di plastica flessibile (generalmente polietilene) fornito di un coperchio nel quale è fissato un tubetto ricurvo e appuntito.
Viene riempita di un liquido (in genere acqua distillata o altri solventi), che viene trasferito per espulsione strizzando il flacone.

### Spruzzetta di vetro
Tra le spruzzette rientrano anche dispositivi in vetro, costituiti da un pallone di vetro, chiaro o ambrato, corredato con un tappo a tenuta, nel quale sono inseriti due tubi: uno, a punta, dal quale viene spruzzato il liquido e uno dal quale viene immessa aria (soffiandoci dentro o attraverso una pompetta) per creare la pressione necessaria ad espellere con la giusta pressione il liquido dall'altro tubo.